# Deliathis
Deliathis is een kevergeslacht uit de familie van de boktorren (Cerambycidae). De wetenschappelijke naam van het geslacht werd voor het eerst geldig gepubliceerd in 1860 door Thomson.

## Soorten
Deliathis omvat de volgende soorten:
- Deliathis batesi Gahan, 1888
- Deliathis bifurcatus Dillon & Dillon, 1941
- Deliathis buquetii (Taslé, 1841)
- Deliathis diluta Gahan, 1892
- Deliathis flavis Dillon & Dillon, 1941
- Deliathis impluviatus (Lacordaire, 1869)
- Deliathis incana (Forster, 1771)
- Deliathis nigrovittata Breuning, 1980
- Deliathis nivea Bates, 1869
- Deliathis parincana Breuning, 1971
- Deliathis pulchra Thomson, 1865
- Deliathis quadritaeniator (White, 1846)
- Deliathis superbus Franz, 1954